# بیلی جیمز (بازیکن بسکتبال)
بیلی جیمز با نام کامل "مک ویلیام جیمز" (انگلیسی: Billy James؛ زادهٔ ۱۱ فوریهٔ ۱۹۵۰) بازیکن بسکتبال اهل ایالات متحده آمریکا است. وی در تیم دانشگاه مارشال بازی کرده‌است.

## دوران حرفه ای
جیمز با حضور در تیم های کالج تایلر جونیور و دانشگاه مارشال وارد بازی های بسکتبال دانشگاهی شد.
پس از آن، در اوایل ژانویه ۱۹۷۴ به تیم کنتاکی کلنلز در انجمن بسکتبال آمریکا پیوست.
او در یک بازی برای کلنلز حضور یافت. در پایان ماه نیز از این تیم جدا شد تا جا برای جیم بردلی تازه کار باز شود.